# Paula Klamburg i Roque
Paula Klamburg i Roque (Barcelona, 20 de setembre de 1989) va ser una nedadora catalana de natació sincronitzada. Va ser guanyadora d'una medalla olímpica i va ser 4 vegades campiona del món.

## Biografia
El seu naixement va tenir lloc el 1989, concretament, al 20 de setembre d'aquest mateix any, a Barcelona. Actualment, equilibra la seva exigent vida en l'àmbit esportiu amb els estudis de disseny a ESDI. Va iniciar la seva pràctica en la natació artística a la primerenca edat de 7 anys i des de llavors ha estat part del famós Club Natació Kallipolis.
Paula Klamburg destacava com a una de les integrants de l'equip absolut de natació artística. Després de nombrosos anys de dedicació, va aconseguir formar part d'aquest selecte grup de joves talentoses que no paraven de collir èxits i trofeus.
Va rebre entrenament d'Anna Tarrés, que ha guiat destacades nedadores com Gemma Mengual, entre d'altres.

## Carrera esportiva
Va participar, als 22 anys, en els Jocs Olímpics d'Estiu de 2012 celebrats a Londres (Regne Unit), on va aconseguir guanyar la medalla de bronze en la competició per equips.
Al llarg de la seva carrera ha aconseguit entre d'altres 3 medalles d’or al Campionat Mundial celebrat a Rússia l’any 2010, medalla d’or i dos de plata al Mundial de Roma del 2009, també va fer presència en el campionat del món de Barcelona, en aquest va guanyar 3 medalles de plata i doble medalla de plata en el Campionat Europeu de Budapest del 2010.
Abans que siguin els Jocs Olímpics d'Estiu de 2016, va decidir retirar-se de la natació sincronitzada.

## Medaller
|                   | Any  | Ciutat/País          | Medalles d'or | Medalles de plata | Medalles de bronze |
| Jocs Olímpics     | 2012 | Londres (Regne Unit) | 0             | 0                 | 1                  |
| Campionat del món |      |                      |               |                   |                    |
|                   | 2009 | Roma (Italia)        | 1             | 2                 | 0                  |
|                   | 2010 | Rússia               | 3             | 0                 | 0                  |
|                   | 2011 | Shanghai (Xina)      | 0             | 0                 | 2                  |
|                   | 2013 | Barcelona (Espanya)  | 0             | 3                 | 0                  |
| Campionat Europeu |      |                      |               |                   |                    |
|                   | 2010 | Budapest (Hongria)   | 0             | 2                 | 0                  |
| ----------------- | ---- | -------------------- | ------------- | ----------------- | ------------------ |